# لبونة
لبونة أو لبوني هي إحدى المزارع اللبنانية من قرى قضاء صور في محافظة الجنوب. وتقع بالقرب من بلدة (البرج الشمالي).